# Gavroche
Gavroche Thénardier (pronunciación en francés: / ɡavʁɔʃ/) es un personaje de ficción en la novela de 1862  Los Miserables, de Victor Hugo. Es un niño abandonado (que no huérfano), forzado a vivir en las calles de París. Su nombre se ha convertido en un sinónimo de niño de la calle en la lengua francesa. Juega un papel corto pero significativo en los musicales que adaptan la novela': comparte la ideología populista de los Amigos del ABC y se une a los revolucionarios en la rebelión de junio de 1832.

## Gavroche en el libro
Gavroche es uno de los personajes de la novela Los miserables, de Víctor Hugo. Es el tercer hijo del señor y la señora Thénardier, dos mesoneros de Montfermeil, y por tanto, hermano de Éponine, Azelma y otros dos hermanos cuyos nombres no se mencionan. Sin embargo, ninguno de sus progenitores muestra afecto por él y lo mandan a vivir a la calle, donde encuentra mejores condiciones de vida que en su casa.
En la novela, Víctor Hugo hace referencia a que el propio Gavroche elige su nombre. Este personaje cobra relevancia cuando los Thénardier "venden" a sus dos hijos más pequeños a una mujer llamada Magnon. Debido a un accidente, los niños son separados de Magnon y encuentran a Gavroche por pura casualidad, quien les invita a vivir con él, quedando bajo su cuidado. El trío se refugia en una cavidad del Elefante de la Bastilla, pero los dos niños se van a la mañana siguiente y son vistos por última vez en los Jardines de Luxemburgo comiendo restos de pan; no se vuelve a hacer mención alguna de ellos en la novela.
Al alba, Gavroche ayuda a escapar de la prisión a su padre y a Brujon, el compinche con el que delinque.
Durante la Rebelión de julio en París, Gavroche se une a los revolucionarios en las barricadas, pero es herido de bala y muere mientras recoge armas delante de la barricada para los revolucionarios.

## Adaptaciones
Desde la publicación de la novela, Gavroche ha aparecido en muchas manifestaciones cinematográficas y musicales, sirviendo también de inspiración para crear personajes picarescos de otros libros y novelas. También se hace mención al personaje en el libro La tentación de lo imposible de Mario Vargas Llosa, que describe a Gavroche como “uno de los personajes más seductores y tiernos de la ficción hasta nuestros días". 
El personaje también es personificado en la célebre pintura de Eugène Delacroix, La Libertad guiando al pueblo, justo al lado izquierdo de "la libertad" y sosteniendo un revólver, como símbolo de la rebeldía contra la injusticia. 

### Gavroche en otros libros
- 2007, La tentación de lo imposible, del premio Nobel Mario Vargas Llosa.[2] 1872, Gavroche: The Gamin of Paris, translated and adapted by M. C. Pyle.[3]
- 1937, Gavrosh, una adaptación soviética de Tatyana Lukashevich.
- 2013, Barricades: The Journey Of Javert, una novela de C.A. Shilton basada en la vida de Javert antes de Los Miserables.
- 2004, El mussol i la forca, una novela de Pau Joan Hernández.
- 2006, Querido Caín (p.123), un libro de Ignacio García-Valiño.

### Gavroche en el ámbito cinematográfico y musical
- 2012, Los miserables, con el joven actor Daniel Huttlestone en el papel del joven huérfano[4]
- 2014, Los miserables (Telenovela)[5]
- 1987-2014, Los miserables (Musical): ha sido representando por todo el mundo, en París (ciudad de origen), Londres, España, Broadway, Buenos Aires y México.[6]